# Marcel Imler
Marcel Imler (Antwerpen, 31 augustus 1927 - Wilrijk, 4 juni 2014) was een Belgisch advocaat en politicus voor de BSP / SP.

## Levensloop
In 1952 werd hij actief als advocaat aan de Antwerpse balie, hij was een van de eerste advocaten die zich in Schoten vestigde. In 1960-'61 maakte hij deel uit van het bestuur van De Vlaamse Conferentie aan de Antwerpse Balie onder toenmalig voorzitterschap van Edgar Boonen.
Na de gemeenteraadsverkiezingen van 1964 werd hij aangesteld als burgemeester, tijdens zijn eerste legislatuur (1965 - 1970) leidde hij een coalitie van CVP-BSP. Hij volgde Antoon Wolfs (CVP) in deze functie op en oefende het mandaat uit tot 1982. Bij de lokale verkiezingen van 1976 stuntte hij door 6.553 voorkeurstemmen te behalen, een resultaat dat tot op heden ongeëvenaard bleef. Zelfs de uitzonderlijke score van Marie-Rose Morel voor de lokale Vlaams Belang-afdeling van 4.688 voorkeurstemmen bij de lokale verkiezingen van 2006 verbleekt hierbij.
Ondanks een sterk verkiezingsresultaat voor Imler en de lokale SP-afdeling (15 verkozenen in de gemeenteraad) slaagde Tony Sebrechts (CVP) er na de lokale verkiezingen van 1982 door middel van een monsterverbond van CVP, Volksunie, Agalev en PVV (gezamenlijk 16 verkozenen in de gemeenteraad) de burgemeesterssjerp van Imler over te nemen. Imler bleef nog enkele maanden actief als gemeenteraadslid in de oppositie, maar trok zich vervolgens terug. Later verhuisde hij naar Merksem om afstand te nemen van de lokale politiek.
Na het overlijden van zijn echtgenote in 1996 vond Imler na enige tijd opnieuw liefdesgeluk bij voormalig radiopresentatrice Lutgart Simoens. Vanaf dan verbleef hij afwisselend in hun appartement te Blankenberge en in Simoens woning te Edegem.
Eind 2011 verliet Imler de Antwerpse Balie en werd hem de titel van ere-advocaat toegekend.